# ナバティーエ県
ナバティーエ県（ナバティーエけん、英: Nabatiye Governorate）は、レバノンの南部にある県である。面積は1,098km2、人口は約38万人（2017年推定）。県都はナバティーエであるナバティーエ。ナバティーヤ県とも表記される。この地域はシーア派人口が多い。
1975年、南レバノン県から分立。南のイスラエルとの国境は未確定ではあるが、一般的に国内最南端地点（33°03'N）はナバティーエ県のQatmoun周辺とされる。

## 郡

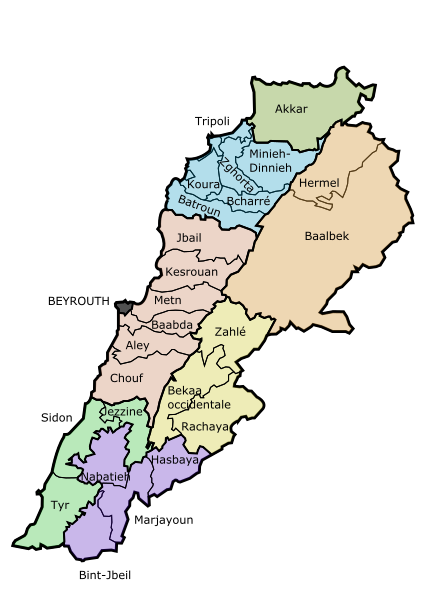
レバノンの郡

4郡に区分される。
- ビント・ジュベイル郡（英語版）（Bint Jbeil）
- Hasbaya District
- マルジャアユーン郡（英語版）（Marjeyoun）
- ナバティーエ郡（英語版）（Nabatieh）

## 主な都市・町
- ナバティーエ（県都）
- ビント・ジュベイル
- マルジャアユーン